# Sangole
Sangole é uma cidade  no distrito de Solapur, no estado indiano de Maharashtra.

## Demografia
Segundo o censo de 2001, Sangole tinha uma população de 28,103 habitantes. Os indivíduos do sexo masculino constituem 52% da população e os do sexo feminino 48%. Sangole tem uma taxa de literacia de 68%, superior à média nacional de 59.5%: a literacia no sexo masculino é de 75% e no sexo feminino é de 61%. Em Sangole, 14% da população está abaixo dos 6 anos de idade.